# 100萬次的KISS
《100萬次的KISS》（日語：100万回のKISS）是日本樂團GLAY的第35張單曲，同時也是第一張推出DVD版本的單曲。

## 簡介
- 第9張原創專輯《LOVE IS BEAUTIFUL》的先發單曲。
- 除了普通盤，另外同時發行4種DVD版本的限定盤。DVD收錄內容包含100萬次的KISS的MV，另外收錄GLAY在2006年參加演唱會的影像各一首曲子。
- 4種限定盤的單曲封面各以春、夏、秋、冬的主題設計。

## 收錄曲目

### CD
1. 100萬次的KISS
2. LONE WOLF
3. 100萬次的KISS （instrumental） ※普通盤收錄

### DVD
- 5萬張限定盤ITEM 1

1. 100萬次的KISS （MV）
2. LAYLA（Specila Edition ver.）（2006年2月演唱會「ROCK'N'ROLL SWINDLE」節錄）

- 5萬張限定盤ITEM 2

1. 100萬次的KISS （MV）
2. ANSWER（2006年8月演唱會「SWING ADDICTION」節錄）

- 5萬張限定盤ITEM 3

1. 100萬次的KISS （MV）
2. 夏音/異夢 〜THOUSAND DREAMS〜（2006年8月活動「THE 夢人島 Fes.2006」節錄）

- 5萬張限定盤ITEM 4

1. 100萬次的KISS （MV）
2. 100萬次的KISS（2006年10月演唱會「GLORIOUS NIGHT CRUISE」節錄）

## 收錄專輯
- LOVE IS BEAUTIFUL
- THE GREAT VACATION VOL.1 〜SUPER BEST OF GLAY〜
- rare collectives vol.3